# Thelypodiopsis aurea
Thelypodiopsis aurea är en korsblommig växtart som först beskrevs av Alice Eastwood, och fick sitt nu gällande namn av Per Axel Rydberg. Thelypodiopsis aurea ingår i släktet Thelypodiopsis och familjen korsblommiga växter. Inga underarter finns listade i Catalogue of Life.